# Sieteiglesias de Tormes
Sieteiglesias de Tormes település Spanyolországban, Salamanca tartományban. Sieteiglesias de Tormes Fresno Alhándiga, Beleña, Buenavista, Encinas de Arriba, Galisancho és Pelayos községekkel határos. Lakosainak száma 164 fő (2024).

## Népesség
A település népessége az elmúlt években az alábbi módon változott:
| Lakosok száma | 183  | 166  | 177  | 178  | 175  | 205  | 191  | 187  | 184  | 164  |
|               | 2001 | 2004 | 2007 | 2009 | 2012 | 2014 | 2017 | 2019 | 2022 | 2024 |